# Elimia livescens
Elimia livescens är en snäckart som först beskrevs av Menke 1830.  Elimia livescens ingår i släktet Elimia och familjen Pleuroceridae. Inga underarter finns listade i Catalogue of Life.